# Faro de Qilaibi
El Faro de Qilaibi (en chino: 奇萊鼻燈塔) es uno de los varios faros en Táiwan. Se encuentra ubicado en Qilaibi al norte del puerto de Hualien en el condado del mismo nombre. Hoy el Faro Qilaibi es supervisado por la Dirección General de Aduanas, una parte del Ministerio de Finanzas de Taiwán. El faro se construyó entre la Cordillera Central y el Océano Pacífico. El faro no está abierto al público todo el año. 
El faro original fue construido por los japoneses en 1931. El edificio es de 7,6 metros de altura, de hormigón y es blanco. Durante la Segunda Guerra Mundial, el faro fue seriamente dañado por los bombardeos aliados. 
En 1963, con el fin de ayudar a las cercanías del puerto de Hualien a convertirse en un puerto internacional, un nuevo faro, que consiste en un pentágono de hormigón blanco, se construyó sobre la base original del faro.